# Anders Trondsen
Anders Trondsen (* 30. März 1995 in Lillehammer) ist ein norwegischer Fußballspieler. Er steht seit Januar 2023 in Schweden bei IFK Göteborg unter Vertrag und war zudem ein norwegischer Nachwuchsnationalspieler.

## Karriere

### Verein
Anders Trondsen wurde in Lillehammer geboren und spielte für den ortsansässigen Fußballverein Lillehammer FK, für den er auch in der ersten Mannschaft in der dritten Liga zum Einsatz kam. Er wechselte später in die Jugendabteilung von Stabæk IF, einem Verein aus Bærum, einem Vorort von Oslo, und gab am 6. August 2012 im Alter von 17 Jahren bei der 0:4-Niederlage gegen Brann Bergen sein Profidebüt in der Tippeliga (heute Eliteserie). Zum Saisonende stieg der Verein in die zweite Liga ab und dort wurde er Stammspieler, als er gelegentlich als linker Mittelfeldspieler, überwiegend aber im zentralen Mittelfeld eingesetzt wurde. Stabæk IF stieg umgehend wieder ins norwegische Oberhaus auf und auch dort war Trondsen Stammspieler, wobei er nun des Öfteren auch als linker Außenverteidiger eingesetzt wurde. Der Verein schaffte den Klassenerhalt. Anders Trondsen wechselte zur neuen Saison zu Sarpsborg 08 FF und war in seiner ersten Saison bei seinem neuen Verein ebenfalls über weite Strecken der Saison Stammspieler, hierbei wurde er auf verschiedenen Positionen im Mittelfeld eingesetzt, vorwiegend auf der Position des zentralen Mittelfeldspielers. Seinen Platz in der Stammelf hatte er auch in den folgenden beiden Saisons inne, ehe er im August 2017 einen Vereinswechsel vollzog.
Trondsen wechselte zu Rosenborg BK, einem ehemaligen Serienmeister und einstigen regelmäßigen Champions-League-Teilnehmer. Schnell war er ein fester Bestandteil im Mittelfeld der Mannschaft und wurde mit den Trondheimern zum Saisonende norwegischer Meister. Zudem spielte er mit seinem neuen Verein kurz nach seiner Ankunft in den Play-offs zur UEFA Europa League, wo man sensationell den Vorjahresfinalisten Ajax Amsterdam rauswerfen konnte. In der Gruppenphase traf der Verein aus Trondheim auf Real Sociedad, den mazedonischen Verein Vardar Skopje und Zenit St. Petersburg, wobei sie lediglich ein Spiel gewinnen konnten und somit nach den Gruppenspielen die Segel streichen mussten. In der darauffolgenden Saison gewann Anders Trondsen mit Rosenborg BK das Double aus norwegischer Meisterschaft und dem Pokal. In der Liga wurde er weiterhin vorwiegend im zentralen Mittelfeld eingesetzt, kam aber seltener auch als defensiver Mittelfeldspieler zum Einsatz. Zur Titelverteidigung in der Meisterschaft steuerte Trondsen vier Vorlagen und zwei selbst erzielte Tore bei, im Pokal gab es jeweils eine Vorlage und ein Tor.
Als Meister des Jahres 2017 nahm er mit seinem Verein an der Qualifikation zur UEFA Champions League teil und warf in der ersten Qualifikationsrunde zunächst den isländischen Vertreter Valur Reykjavík raus, ehe in der zweiten Qualifikationsrunde Celtic Glasgow Endstation bedeutete. Anders Trondsen und Rosenborg BK spielten aber weiter, denn sie starteten in der dritten Qualifikationsrunde zur UEFA Europa League und warfen dort Cork City raus, ehe sie sich in den Play-offs auch gegen den mazedonischen Vertreter KF Shkëndija durchsetzen konnten und somit wieder an der Gruppenphase der „EL“ teilnahmen. Dort kam es zum Wiedersehen mit Celtic, die weiteren Gegner waren die beiden zum Red Bull-Konzern gehörenden Red Bull Salzburg sowie RB Leipzig. Sieglos schieden die Norweger erneut nach der Gruppenphase aus, wobei sie im letzten Spiel im Zentralstadion (offiziell Red Bull Arena) ein 1:1 gegen die Leipziger erreichten und der Gastgeber somit ebenfalls nach den Gruppenspielen die Segel streichen musste. In der Liga war Anders Trondsen nicht mehr unbedingt Stammspieler, denn er kam zwar regelmäßig zum Einsatz – wobei er öfters wegen einer Muskelverletzung passen musste –, war aber nicht mehr oft in der Startelf vorzufinden.
Durch die norwegische Meisterschaft 2018 hatte Rosenborg BK erneut die Chance, sich für die „Königsklasse“ zu qualifizieren und schaltete in der ersten Qualifikationsrunde Linfield FC, in der zweiten Qualifikationsrunde BATE Borisov und in der dritten Qualifikationsrunde NK Maribor aus, ehe in den Play-offs Dinamo Zagreb sich als zu stark erwies. So starteten Trondsen und sein Verein einmal mehr in der Europa-League-Gruppenphase, in der man auf den LASK, auf PSV Eindhoven sowie auf Sporting Lissabon traf – und aus der man erneut sieglos ausschied. Die Saison 2020 begann aufgrund der damaligen COVID-19-Pandemie erst im Juni 2020 und Anders Trondsen war wieder Stammspieler, nun jedoch als linker Außenverteidiger.
Im September 2020 wechselte er in die Türkei zu Trabzonspor, kam aber in der Saison 2020/21 verletzungsbedingt zu keinem Einsatz. In der darauffolgenden Spielzeit gewann Trabzonspor als erster Nicht-Istanbuler Klub seit 2010 (damals Bursaspor) die türkische Meisterschaft, jedoch kam Trondsen verletzungsbedingt zu lediglich elf Einsätzen. Im September 2022 wurde der Vertrag schließlich aufgelöst. Im Januar 2023 zog es Anders Trondsen nach Schweden zu IFK Göteborg. In seinem ersten Jahr kam er in nur zwölf Spielen zum Einsatz und stand auch nur in drei Spielen in der Startelf. In seinem zweiten Jahr spielte Trondsen regelmäßiger.

### Nationalmannschaft
Anders Trondsen, der von der U15 bis zur U21 jede Nachwuchsnationalmannschaft Norwegens durchlief, kam am 29. Mai 2016 bei der 0:3-Niederlage im Testspiel in Porto gegen Portugal zu seinem Debüt für die A-Nationalmannschaft seines Herkunftslandes. Er kam im Jahr 2017 noch zu weiteren drei Einsätzen für die Norweger, seitdem bestritt er kein Länderspiel mehr.